# Rajcza
Rajcza è un comune rurale polacco del distretto di Żywiec, nel voivodato della Slesia.
Ricopre una superficie di 131,17 km² e nel 2004 contava 9 059 abitanti.